# Alex Goolsby
Alexander Bryan Goolsby (* 20. Oktober 1987 in Bitburg) ist ein deutscher Basketballspieler.

## Laufbahn
Er schaffte zur Saison 2008/09 den Sprung in den Profikader von TBB Trier, nachdem er zunächst für den MJC Trier in der ersten Regionalliga auf Körbejagd ging. Er bestritt für die Moselaner im Spieljahr 2008/09 vier Kurzeinsätze in der höchsten deutschen Liga. Weitere Stationen seiner Laufbahn waren der TV 1872 Saarlouis, die Artland Dragons und ART Düsseldorf. Er ist in erster Hinsicht als Point Guard einsetzbar, kann aber auch die Position des Shooting Guard spielen.
2017 wechselte Goolsby nach Münster und stieg mit der Mannschaft als Meister der Regionalliga West in die 2. Bundesliga ProB auf. Im Spieljahr 2018/19 wurde er mit Münster als Aufsteiger ProB-Vizemeister. Er erzielte im Saisonverlauf 6,8 Punkte je Begegnung. Im Sommer 2020 zog er sich in die zweite Herrenmannschaft des UBC Münster zurück.